# Tanzimaat
De Tanzimaat (Turks voor 'reorganisatie') was de periode van 1839 tot 1876 waarin het Osmaanse Rijk hervormingen doorvoerde.
Het ging om een defensieve modernisering bedoeld om het Rijk te wapenen tegen de westerse ambities door elementen van de westerse cultuur over te nemen. Als reactie op de Egyptische invasie van Napoleon en de Russische expansie onder Catharina de Grote, had sultan Selim III (r. 1789-1807) eerder hervormingsintenties getoond, maar die waren door oppositie gefnuikt.
De plannen kregen een nieuwe impuls doordat Ottomaans Egypte onder Mohammed Ali slechts dankzij Europese hulp behouden bleef en Ottomaans Griekenland zich mét Europese hulp aan het gezag ontworstelde. Op 3 november 1839 kondigde de regering van de nieuwe sultan Abdul Mecit een decreet af, waarin hervormingen werden aangekondigd. Opsteller was de hervormingsgezinde minister van Buitenlandse Zaken Mustafa Resit Pasja. Net als hij behoorden de andere voortrekkers Ali Pasja en Fuad Pasja tot de kleine groep die genoeg kennis had van het westen, wat de ontwikkeling een centraal aangestuurd karakter gaf.
Leven, eer en eigendom van de onderdanen zouden voortaan gelijkelijk worden beschermd, ongeacht hun godsdienstige gezindheid. Belastingen zouden door de staat worden geheven en geïnd, en niet worden verpacht. De dienstplicht zou worden ingevoerd voor alle onderdanen, ongeacht hun etniciteit. Voor de Tanzimaat bestond het Ottomaanse leger vooral uit soldaten die etnisch toebehoorden tot een van de Turkse volkeren (uitgezonderd de Janitsaren en de Basji-bozoek).
Een tweede hervormingsdecreet (Hatt I Humayun) verscheen op 18 februari 1856. Aangekondigd werd de gelijkstelling van alle inwoners, ongeacht hun geloof, in het onderwijs en de rechtspraak. In de praktijk echter bleven christenen en joden tweederangs burgers.
De hervormingen gedurende de Tanzimaat mondden onder sultan Abdul Hamid II uiteindelijk uit in de eerste Ottomaanse grondwet. Ahmed Sefik Mithat Pasja was een Ottomaans grootvizier die met zijn vooruitstrevende en liberale ideeën als één der samenstellers van de Ottomaanse grondwet gold. In december 1876 deed daarmee de constitutionele parlementaire monarchie zijn intrede in het Ottomaanse Rijk.